# 広島市立可部南小学校
広島市立可部南小学校（ひろしましりつかべみなみしょうがっこう）は、広島県広島市安佐北区可部4丁目にある公立小学校。

## 学区
- 可部2丁目（40番5号から15号）、可部町大字上原（可部学区分を除く）、可部町大字中島、可部東1丁目から4丁目、可部南1丁目から5丁目[1]

## 進学先中学校（基本）
- 広島市立可部中学校[1]

## 校区内の主な施設
- 広島市可部南児童館
- 広島可部南郵便局
- JR西日本可部線中島駅
- 広島市立安佐市民病院
- 広島文教大学